# クリフォード・ストール
クリフォード・ストール（Clifford Paul "Cliff" Stoll、1950年6月4日 - ）は、天文学者、教師、システムアドミニストレータ。著作『カッコウはコンピュータに卵を産む』（1989年）で知られる。

## 略歴
1960年代から70年代にかけて、クリフは故郷バッファローの地元ラジオ局WBFOで副主任技術者をしていた。
1973年、ニューヨーク州立大学で学士を取得。1980年、アリゾナ大学で惑星科学を学び、Ph.D.を取得。
1986年、クリフはローレンス・バークレー国立研究所にシステムアドミニストレータとして雇用された。雇用中、ローレンス・バークレー国立研究所のサーバ経由で米軍各所のサーバに侵入していたクラッカーを発見し、状況を監視、最終的にはCIAと共同で捜査を進め、ハニーポットを設置して検挙に追い込んだ。そのクラッカーはKGBに雇われていたマークス・ヘスというドイツ人だったことが判明している。クリフの調査結果が裁判で有効とされたことから、これが最初のデジタル・フォレンジックの実例とされることもある。
1988年、この事件が『狡猾なハッカーの追跡』として雑誌Communications of the ACMに掲載された。1989年、クリフは事件の一連を『カッコウはコンピュータに卵を産む』として発表した。この本は1990年にWGBH-TVの番組『Nova』にて『KGBとコンピュータ、そして私』のタイトルで放送された。
1995年、クリフは『インターネットはからっぽの洞窟』を発表し、ニューズウィークで紹介された。クリフはこの著作の中で、電子商取引と新聞電子版が失敗に終わるだろうと予言したが、2010年にブログBoing Boingに「私の予言は多くが間違っていた」と告白している。

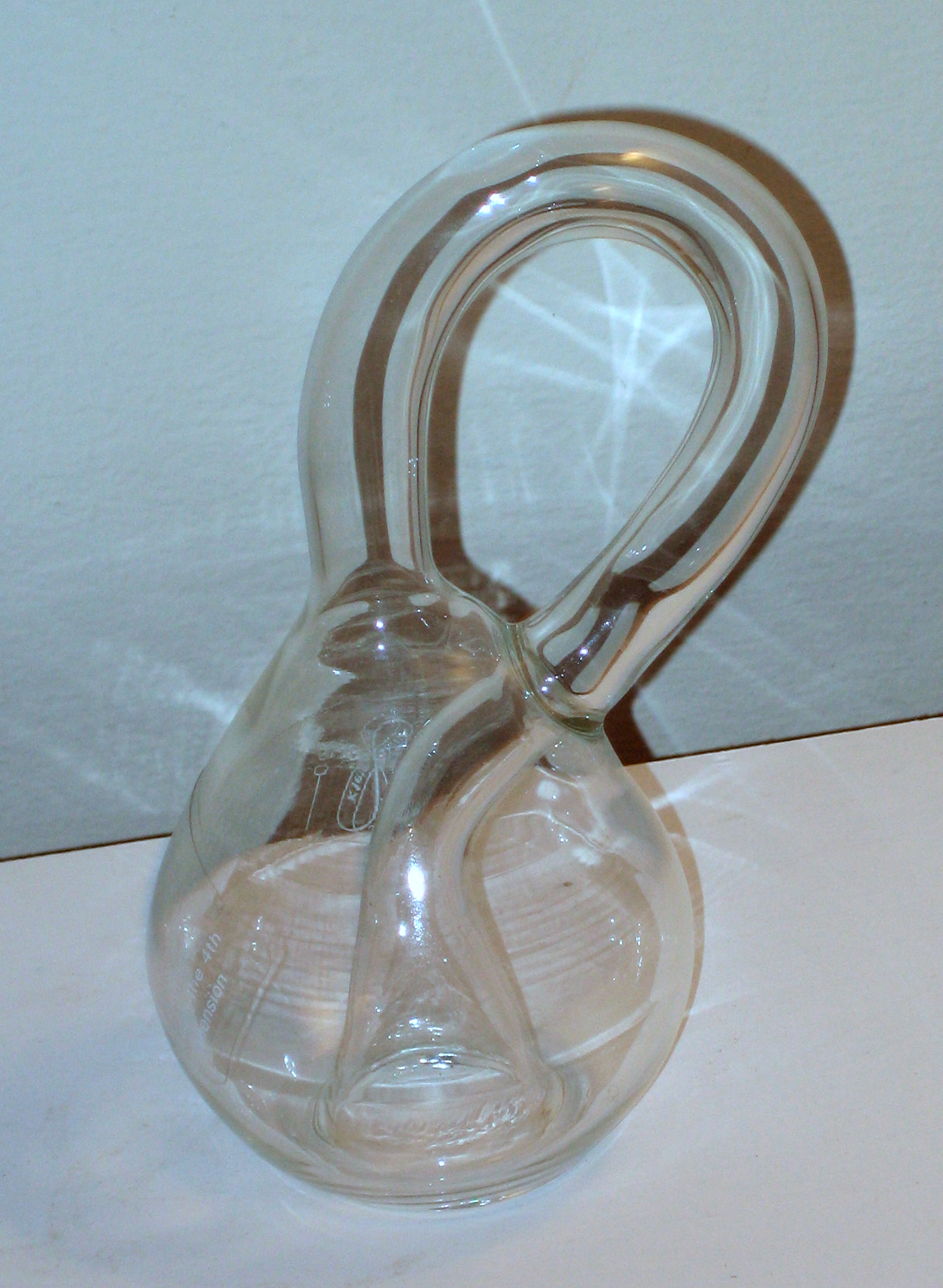
ストールの作ったクラインの壺

その後クリフは自作したクラインの壺を販売する会社Acme Klein Bottlesを設立した。
2006年にはエルサリートにてテヒヤ・デイ・スクールの8年生の物理学教師として働いている旨が紹介されている。2015年にはティーンエイジャー相手のホームスクールで物理を教えていると紹介されている。また、MSNBCの番組『The Site』にレギュラー出演していた。

## 著書
- Clifford Stoll (1989). The Cuckoo's Egg（英語版）. New York: Doubleday. ISBN 0-370-31433-6 日本語版『カッコウはコンピュータに卵を産む』
- Clifford Stoll (1995). Silicon Snake Oil（英語版） — Second thoughts on the information highway. ISBN 0-330-34442-0 日本語版『インターネットはからっぽの洞窟』
- Clifford Stoll (2000). High-Tech Heretic: Reflections of a Computer Contrarian. 日本語版『コンピュータが子供たちをダメにする』